# Église Saint-Aubin de Saint-Aubin-d'Écrosville
Pour les articles homonymes, voir Saint-Aubin.
L'église Saint-Aubin est une église catholique paroissiale située à Saint-Aubin-d'Écrosville, dans l'Eure, en France,.

## Historique
L'église est inscrite au titre des monuments historiques par arrêté du 26 décembre 1927.
Elle a été restaurée pour rouvrir ses portes en 2018,.

## Description
Elle est construite selon un plan longitudinal à trois vaisseaux.